# Sara Ladrón de Guevara
Sara Deifilia Ladrón de Guevara González (Xalapa-Enríquez, Veracruz, 14 de enero de 1964) es una antropóloga especializada en arqueología e iconografía de la Costa del Golfo. Es Licenciada en Antropología con especialidad en Arqueología, por la Universidad Veracruzana. Maestra en Arqueología e Historia del Arte por la Universidad de París 1 La Sorbona y Doctora en Antropología por la Universidad Nacional Autónoma de México. Es miembro de la Academia Mexicana de Ciencias. Fue secretaria académica de la Universidad Veracruzana (1997-2001). Desde el 2 de septiembre de 2013 fungió como rectora de la Universidad Veracruzana, cargo en el cual fue ratificada por la Junta de Gobierno de la propia Universidad el 1 de septiembre de 2017 y permaneció en el cargo hasta el 31 de agosto de 2021. Ocupó la Presidencia de la región sursureste de ANUIES. También ha sido directora del Museo de Antropología de Xalapa (1995-1997, 2005-2013) y de la Galería del Estado del Instituto Veracruzano de Cultura, IVEC (1995). Desde 2019 es miembro corresponsal en el Estado de Veracruz de la Academia Mexicana de la Historia. Actualmente es miembro de la Junta de Gobierno de la Universidad Autónoma de Occidente (UAdeO). Ha participado en 14 proyectos arqueológicos, principalmente en el Estado de Veracruz, pero también en Occidente y Norte de México, así como en Francia. Su línea de investigación se centra en el estudio de la iconografía y la cosmovisión prehispánica, particularmente en las Culturas del Golfo de México.
Pertenece al Sistema Nacional de Investigadores ininterrumpidamente desde 1993, actualmente en Nivel II. Desde 2004 cuenta con el reconocimiento a Perfil deseable PROMEP ininterrumpidamente forma parte del cuerpo académico consolidado “Arqueología del Paisaje y Cosmovisión”. 
Ha participado con la Coordinación de Museos y Exposiciones del INAH en la organización, curaduría y comisariados de numerosas exposiciones de patrimonio arqueológico tanto en el país como en el extranjero. Destacan varias exposiciones sobre olmecas en la Galería Nacional de Arte en Washington, en el Los Angeles County Museum of Art, en el De Young en San Francisco, en museos en Tokio, Nagoya y otras ciudades en Japón, en el Palacio Imperial en Beijing. Otras sobre arte prehispánico en Finlandia, Suiza, Argentina y sobre Teotihuacán en París, Zurich, Berlín, Madrid y Barcelona.

## Distinciones
- Mujer Veracruzana, otorgado por el Congreso del Estado y el Gobierno de Veracruz 2008.
- Premio Divulgación otorgado por el INAH 2007 por la publicación de su libro, "Hombres y dioses de El Tajín".[4]
- Medalla Francisco Javier Clavijero otorgado por los cronistas del Estado de Veracruz 2015.
- Premio Autonomía universitaria otorgado por la UNAM 2019.
- Medalla Jorge Carpizo, otorgado por la Red de Organismos Defensores de los Derechos Universitarios 2019.
- Medalla Leona Vicario, otorgado por Colectivo de Sororidad "Leona Vicario" 2020.
- Premio ANUIES “Trayectoria profesional y contribución al desarrollo de la educación superior” 2021.

## Libros publicados
- La mano. Símbolo Multivalente en Mesoamérica, UV 1995.
- Imagen y pensamiento en El Tajín, UV-INAH 1999.
- Hombres y Dioses de El Tajín, SEV-Gobierno de Veracruz 2006.
- Dualidad, Tenaris Tamsa- UV 2007.
- Diseños Precolombinos de Veracruz, SEP 2008.
- El Tajín. la urbe que representa al orbe, FCE-COLMEX 2010.
- Culturas del Golfo (coord.), CONACULTA- Jaca Books 2012.
- Palabras dadas. Discursos UV 2016.
- Sonrisas de piedra y barro. Iconografías prehispánicas de la Costa del Golfo de México UV 2020.